# 博阿维什塔赛道

博阿维什塔赛道图

博阿维什塔赛道是葡萄牙波尔图的一条街道赛道，曾经两次举办一级方程式赛车葡萄牙大奖赛。
博阿维什塔赛道举办的第一场大奖赛是在1958年。这条赛道使车手们高速穿过电车轨道、经过小房子、在鹅卵石铺就的街道上驾驶，并且难以超车。
1958年的比赛因斯特林·莫斯的体育精神而被人铭记。莫斯为同乡和总冠军竞争对手迈克·霍索恩辩护，他在比赛中因偏离赛道而与赛事干事发生冲突。莫斯说服了他们不要取消霍索恩的资格，为霍索恩保住了第二名和6分积分，最终霍索恩以1分优势战胜莫斯赢得当年的世界车手冠军。
1960年的比赛是一场消耗战，只有四辆车在比赛胜者杰克·布拉巴姆后5圈以内完赛。事故和机械问题使后来的世界冠军约翰·瑟蒂斯、菲尔·希尔、格雷厄姆·希尔和其他人早早退赛。
| 赛季                 | 车手                    | 赛车      | 报告 |
| -------------------- | ----------------------- | --------- | ---- |
| 1960                 | 杰克·布拉巴姆           | 库珀-顶点 | 报告 |
| 1959年未举办         |                         |           |      |
| 1958                 | 斯特林·莫斯             | 范沃尔    | 报告 |
| 1956年和1957年未举办 |                         |           |      |
| 1955                 | 让·贝拉                 | 玛莎拉蒂  | 报告 |
| 1954年未举办         |                         |           |      |
| 1953                 | 若泽·阿罗约·诺盖拉·平托 | 法拉利    | 报告 |
| 1952                 | 欧金尼奥·卡斯泰洛蒂     | 法拉利    | 报告 |
| 1951                 | 卡西米罗·德奥利韦拉     | 法拉利    | 报告 |

## 近年
赛道于2005年重启，相比原始布局缩短为4.8公里。现在每两年在这里举办一场比赛，伴随着一些汽车展。除了博阿维什塔历史大奖赛之外，还有现代车型的比赛。在2007年、2009年、2011年和2013年，这里举办了世界房车锦标赛葡萄牙站的比赛。